# Hôpital des Partisans à Prijepolje
L'hôpital des Partisans à Prijepolje (en serbe cyrillique : Партизанска болница у Пријепољу ; en serbe latin : Partizanska bolnica u Prijepolju) est un lieu mémoriel situé à Prijepolje, dans le sud-ouest de la Serbie. Associé aux combats des Partisans communistes de Josip Broz Tito contre les nazis, il est inscrit sur la liste des monuments culturels d'importance exceptionnelle de la République de Serbie (identifiant no SK 493).

## Présentation

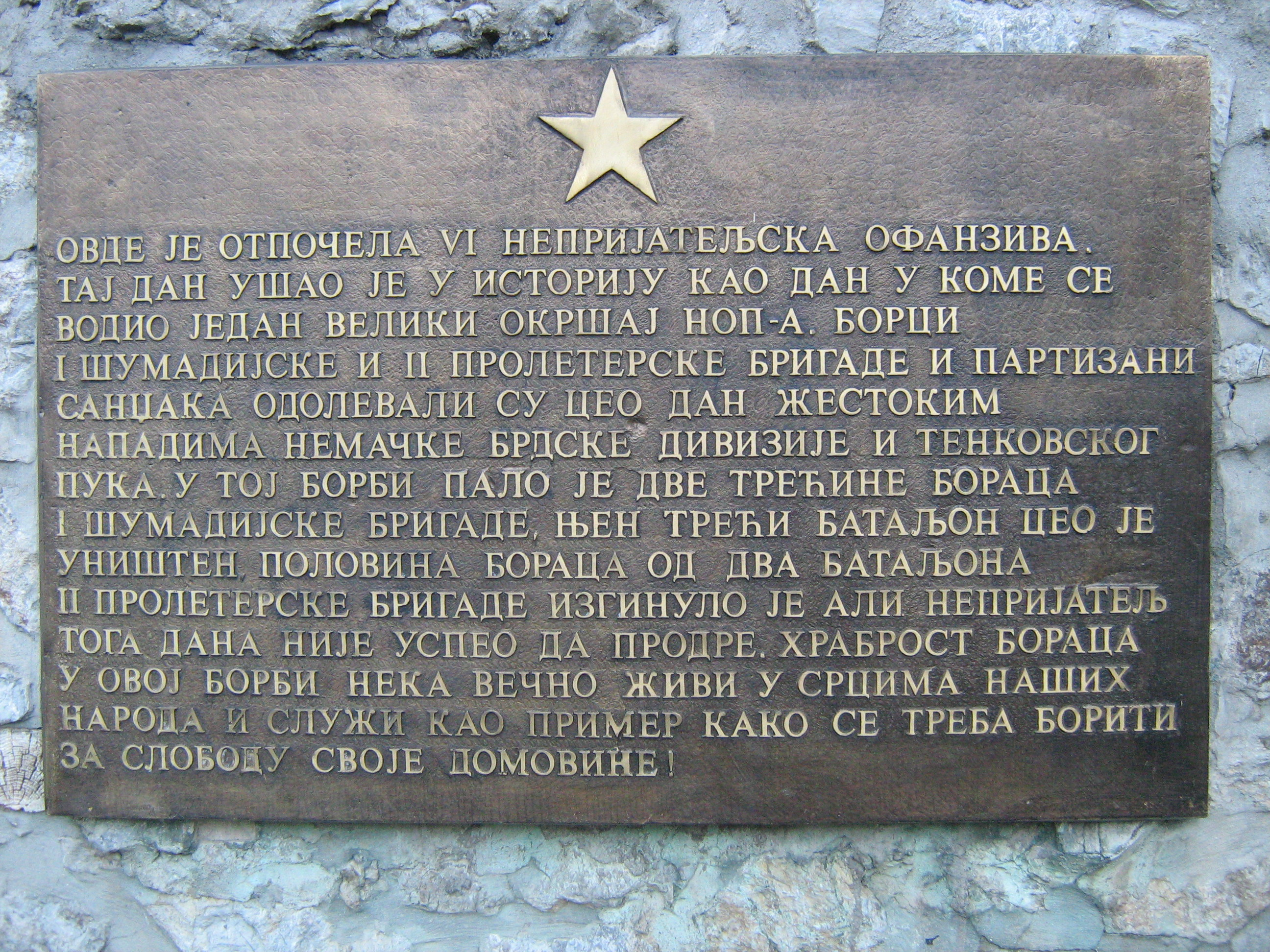
Plaque commémorative.

Les ruines de l'hôpital des Partisans, à Prijepolje, sont situées sur la rive droite du Lim et sur la colline de Koševina. Elles témoignent des rudes combats qui, le 4 décembre 1943, ont eu lieu entre la Première brigade de la šumadija (en serbe : Prva šumadijske brigada) et la Deuxième brigade prolétarienne (Druga proleterska brigada), d'une part, et les unités nazies, d'autre part. Une centaine de Partisans sont morts pour empêcher les Allemands de traverser un pont sur les eaux gonflées du Lim.
Sur le site, une sculpture monumentale a été érigée en 1954, avec une plaque commémorative et des hauts-reliefs retraçant des scènes de la bataille, œuvre du sculpteur Lojze Dolinar. Un ossuaire, situé à proximité, abrite les corps des soldats morts au combat. Les ruines de l'hôpital ont été conservées dans les années 1960.

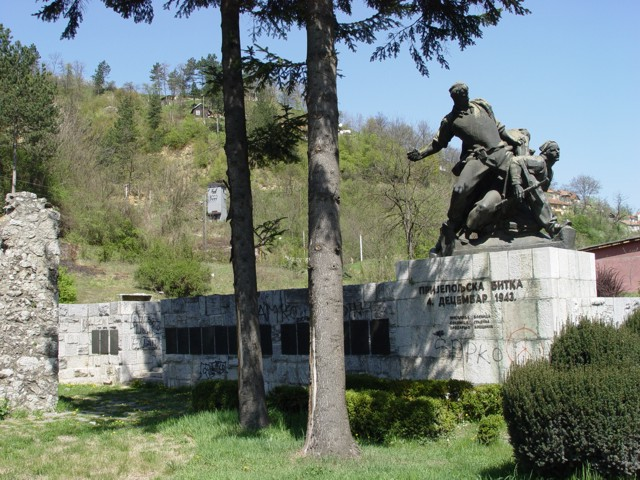
Monument de la bataille de Prijepolje.